# Hannibal Hamlin
 (octobre 2018).
Si vous disposez d'ouvrages ou d'articles de référence ou si vous connaissez des sites web de qualité traitant du thème abordé ici, merci de compléter l'article en donnant les références utiles à sa vérifiabilité et en les liant à la section « Notes et références ».
Pour les articles homonymes, voir Hamlin.
Hannibal Hamlin, né le 27 août 1809 à Paris dans le Maine et mort le 4 juillet 1891 à Bangor, est un homme d'État américain du XIXe siècle, ancien gouverneur du Maine et premier vice-président d'Abraham Lincoln.

## Biographie
Né le 27 août 1809 dans l'État du Maine (jusqu'en 1820, il faisait partie de l'État du Massachusetts), dans une famille modeste, Hamlin y exerça la profession d'avocat à partir de 1833 avant d'entamer une carrière politique sous les couleurs  démocrates.
Hamlin est élu à la Chambre des représentants du Maine en 1836 puis à la Chambre des représentants des États-Unis en 1843.
En 1848, il devient sénateur des États-Unis. Opposant de première heure à l'expansion de l'esclavage, il quitte le Parti démocrate pro-esclavagiste et rejoint le 12 juin 1856 le nouveau Parti républicain.
Il remporte la même année en tant que républicain le poste de gouverneur du Maine qu'il quitte en février 1857 pour retourner au Sénat américain.
En 1860, Lincoln le prend sur le ticket républicain pour être son éventuel vice-président, ce qu'il sera après leur victoire contre les candidats démocrates en novembre 1860. En tant que vice-président, il est un ardent militant de la proclamation d'émancipation des esclaves et du recrutement dans l'armée des Afro-Américains. Ses deux fils, Charles Hamlin et Cyrus Hamlin, sont tous deux généraux dans l’armée de l'Union, en dépit de leur inexpérience en matière militaire.
En 1864, son radicalisme conduit Lincoln à se séparer de lui pour l'élection présidentielle et lui préférer le sudiste et démocrate Andrew Johnson comme candidat à la vice-présidence, politiquement plus apte à symboliser l'union du pays, et qui lui succède après son assassinat.
Hamlin retourna au Sénat entre 1869 et 1881 puis prit le poste d'ambassadeur en Espagne pendant un an.
Hannibal Hamlin est mort à Bangor, dans le Maine, le 4 juillet 1891 et fut enterré au cimetière de Mount Hope. Le comté de Hamlin dans le Dakota du Sud fut nommé en son honneur.